# Leon Bosch
Leon Bosch és un contrabaixista conegut pel seu estil bel canto expressiu. Actualment ocupa el lloc de contrabaixista principal de l'orquestra Academy of St Martin in the Fields, i també és reconegut com a músic de cambra, concertista, professor i consultor de programes formatius.

## Carrera
Va néixer a Ciutat del Cap (Sud-àfrica), i actualment ciutadà britànic. Es va graduar a la University of Cape Town per continuar després els seus estudis a la Royal Northern College of Music de Manchester. Des del seu debut a Londres l'any 1984 Londres com a solista amb la Philharmonia Orchestra, Leon Bosch apareix com a concertista amb molts músics de reconegut prestigi, com ara Pinchas Zukerman, Sir Charles Groves i Nicholas Kraemer.
És destacable les seves col·laboracions amb the Lindsay, Belcea and Brodsky String Quartets, l'orquestra de cambra de The Academy of St Martin in the Fields, I Musicanti, i els Moscow Virtuosi. Ha treballat amb pianistes com ara Maria João Pires, Mikhail Rudy, Vladimir Ovchinikov, Peter Donohoe, Martin Roscoe i, més recentment en el CD Virtuoso Double Bass Giovanni Bottesini 1821-1889, amb la pianista d'origen coreà i resident a Viena, Sung-Suk Kang.
Leon Bosch ha tocat, i està reconegut per això, en el repte d'explorar música per a contrabaix poc coneguda tant en concerts en directe així com en gravacions en la sonoritat real de les peces. Ha estat el responsable d'una llarga llista de primeres interpretacions com ara "Pueblo", un encàrrec de John McCabe, diferentes peces de Stephenson>, i música de compositors Sudafricans Hendrik Hofmeyr i Paul Hanmer.
La seva experiència sota el règim Sud-africà de l'apartheid l'ha convertit en un ferm defensor dels drets socials i un interès especial pels temes polítics; per això va aconseguir un graduat en Intel·ligència i Relacions Internacionals per la University of Salford.